# Геохимия
Геохимия (Химия Земли, от др.-греч. γῆ «Земля» + химия) — наука о химическом составе Земли и планет, законах распределения и движения элементов и изотопов в различных геологических средах, процессах формирования горных пород, почв и природных вод.
В задачи геохимии входят:
- Определение относительной и абсолютной распространённости элементов и изотопов в Земле и на её поверхности.
- Изучение распределения и перемещения элементов в различных частях Земли (коре, мантии, гидросфере и т. д.) для выяснения законов и причин неравномерного распределения элементов.
- Анализ распределения элементов и изотопов в космосе и на планетах Солнечной системы (космохимия).
- Изучение геологических процессов и веществ, производимых живыми или вымершими организмами (биогеохимия).

## История
Термин геохимия в 1838 году был введён Кристианом Шёнбейном, который сказал: «Сравнительная геохимия должна быть запущена до того, как геохимия может стать геологией, и до того, как тайна бытия наших планет и их неорганических веществ могут быть раскрыты», впервые опубликован в 1844 году.
Распространенным термином был также «химическая геология».
Большой вклад в создание Геохимии как самостоятельной науки внесли В. М. Гольдшмидт, Ф. У. Кларк, В. И. Вернадский, А. Е. Ферсман, А. П. Виноградов и другие учёные.
Геохимия исторически сформировалась как химия элементов в геосферах и во многом продолжает оставаться такой. Это было оправдано во времена Ферсмана и Вернадского. Но свойства веществ — это свойства фаз. Один и тот же элемент может находиться в составе различных фаз и сам образовывать много фаз с очень разными свойствами (пример — несколько фаз углерода). В XX веке появились методы анализа фаз, например рентгено-фазовый анализ. Поэтому дальнейшее развитие геохимии представляется, как  химия фаз в геосферах. Общий элементный анализ геологических проб должен подкрепляться фазовым анализом. Иначе при рассмотрении свойств геологических пород происходит резкий переход через структурный уровень организации вещества: от химического элемента, минуя минеральную фазу, к породе и геологическому телу.
В течение первой половины XX века множество учёных использовали разнообразные методы для определения состава земной коры, и геохимия многих редких элементов была изучена с использованием появившегося метода эмиссионной спектроскопии. Кристаллические структуры большинства минералов были определены методом рентгеновской дифракции. В. И. Вернадский разработал основы биогеохимии.
Резкий прогресс в области науки и технологий во время Второй мировой войны привёл к появлению новых приборов. Но геохимия в это время ещё развивалась сравнительно медленно. В 1950-х годах всего нескольких журналов было достаточно для публикации всех важных достижений в геохимии. На собрании Американского геофизического общества было несколько геохимических сессий, большинство из которых было посвящено локальным проблемам и не выходили за рамки геохимии.
В середине 1950-х годов академик АН СССР Александр Павлович Виноградов основал новое направление в геохимии — изотопную геохимию — фракционирование в природных процессах изотопов лёгких элементов (кислород, сера, углерод, калий и свинец). Результатом работ Виноградова стало определение абсолютного возраста Земли, щитов — Балтийского, Украинского, Алданского и других, а также пород Индии, Африки и других регионов; изучен состав метеоритов (разные формы углерода, газов и других веществ). Его исследования дали старт новому этапу развития геохимии.
В 1960-х годах атмосферная и морская геохимия интегрировались с геохимией литосферы; космохимия и биогеохимия внесли огромный вклад в наше понимание истории нашей планеты. Началось изучение Земли как единой системы.
Масштабные морские экспедиции показали, как и насколько быстро смешиваются воды океанов, они продемонстрировали связь между морской биологией, физической океанологией и морским осадконакоплением. Открытие гидротермальных источников показало, как формируются рудные месторождения. Были открыты прежде неизвестные экосистемы, и были выяснены факторы, которые управляют составом морской воды.
Теория тектоники плит преобразила геохимию. Геохимики, наконец, поняли природу поведения осадков и океанической коры в зонах субдукции, их погружение и эксгумацию. Новые эксперименты при температурах и давлениях глубин Земли позволили выяснить, какова трехмерная структура мантии и как происходит генерация магм. Доставка на Землю лунных пород, исследование с помощью космических аппаратов планет и их спутников и успешный поиск планет в других звёздных системах произвели революцию в нашем понимании Вселенной.
Геохимия имеет ряд смежных вопросов с экологией. Открытие озоновых дыр  послужило  недвусмысленным тревожным экологическим признаком и источником новых фундаментальных взглядов в фотохимии и динамике атмосферы. Увеличение содержания СО2 в атмосфере вследствие сжигания ископаемого топлива и уничтожения лесов было и будет предметом основных дискуссий о глобальных антропогенных изменениях климата. Исследование этих явлений служит источником новой информации о взаимодействии атмосферы с биосферой, земной корой и океанами.

## Разделы геохимии
Некоторые подразделы геохимии:
- Водная геохимия[англ.] изучает роль различных элементов в водосборных бассейнах, в том числе меди, серы, ртути, и взаимный обмен веществ гидросферы с  атмосферой и литосферой[8]
- Биогеохимия — это область исследований, изучающая влияние жизни на химию Земли[9].
- Космохимия включает в себя анализ распределения химических элементов и их изотопов в космосе[10].
- Изотопная геохимия[англ.] включает определение относительных и абсолютных концентраций элементов и их изотопов в оболочках Земли[11].
- Органическая геохимия[англ.] изучает процессы образования соединений, продуцируемых живыми организмами или образующихся из некогда живых организмов[12].
- Фотогеохимия[англ.] проводит исследования химических реакций, протекающих под действием света или с выделением света, которые происходят среди природных компонентов земной поверхности[13].
- Региональная геохимия[англ.] изучает практические вопросы геохимии, связанные с  экологическими, гидрологическими и минеральными исследованиями для отдельных регионов или континентов Земли[14].

## Методы
1. Рентгено-флуоресцентный анализ (РФА, XRF) . В настоящее время наиболее широко используемый метод для определения главных и редких элементов в породах. Можно определить до 80 элементов в широком диапазоне концентраций, до  г/т.
2. Атомно-абсорбционная спектрометрия (ААС). Высокая чувствительность, но невысокая производительность, не может сравниться с РФА и ІСР-MS.
3. Нейтронно-активационный анализ.
  - инструментальный нейтронно-активационный анализ (ИНАА)
  - радиохимический нейтронно-активационный анализ (НАА)
4. Гамма-спектрометрия. Измерение естественной радиоактивности трех элементов U, Th, K. С помощью детектора измеряется характерное излучение каждого элемента.
5. Эмиссионная спектрометрия с индуктивносвязанной плазмой. Относительно новый вид анализа, в принципе могут быть определены все элементы ПС.
6. Масс-спектрометрия. В различной форме это наиболее эффективный метод определения изотопных отношений.
  - Масс-спектрометрия с изотопным разбавлением
  - Масс-спектрометрия с индуктивносвязанной плазмой ІСР-MS
7. Электронно-микропробный (микрозондовый анализ). Определение петрогенных элементов в единичных малых зернах минералов. По принципу аналогичен рентгено-флуоресцентному методу, но образец возбуждается потоком электронов.
8. Ион-микропробный анализ (ионный зонд). Применяется для определения редких элементов и изотопов.

Интерпретация геохимических данных:
Редкоземельные элементы (РЗЭ) нормируются по хондриту С1 и по примитивной мантии. Полученные нормированные данные строятся на логарифмической шкале. Полученный тренд, выявленные максимумы и минимумы элементов указывают в каких условиях образовалась порода.

## Организации и общества
- 1955 — Геохимическое общество (Geochemical Society)
- 1966 — Международная ассоциация геохимии и космохимии (International Association of Geochemistry and Cosmochemistry)
- Европейская Геохимическая ассоциация (European Association for Geochemistry).

Организации и лаборатории в России:

Владивосток:
- Дальневосточный геологический институт ДВО РАН

Екатеринбург:
Институт геологии и геохимии им. А. Н. Заварицкого УрО РАН
Иркутск:
- Институт земной коры СО РАН
- Институт геохимии им. А. П. Виноградова СО РАН[16]

Москва:
- Институт минералогии, геохимии, кристаллохимии и редких элементов (ИМГРЭ)
- Институт геологии рудных месторождений, петрографии, минералогии и геохимии РАН
- Институт геохимии и аналитической химии им. В. И. Вернадского

Новосибирск:
- Институт минералогии и петрографии[17] в Объединённом Институте геологии, геофизики и минералогии им. А. А. Трофимука

Петрозаводск:
- Институт геологии Карельского научного центра РАН

Сыктывкар:
- Институт геологии Коми научного центра УРО РАН

## Съезды геохимиков
- 1971 — Международный геохимический конгресс[18].
- 1991 — Гольдшмидтовская конференция.

## Основная литература
Серийные издания:
- 1950 — Geochimica et Cosmochimica Acta
- 1986 — Applied Geochemistry"
- Геохимия (журнал.

Книги:
- Rankama K., Sahama Th. G. Geochemistry. — Chicago: The University of Chicago Press, 1950. — 912 p.
- Goldschmidt V. M. Geochemistry / Ed. Muir Alex. — Oxford: Clarendon Press, 1954. — 730 p.
- Holland Heinrich D., Turekian Karl K. Treatise on Geochemistry, Vols. 1—16 — Elsevier Science, 2014, ISBN 978-0-08-098300-4.
- А. Е. Ферсман. Геохимия. — тома 1—4, 1933—1939.
- В. И. Вернадский. Химическое строение биосферы Земли и её окружения. — М.: Наука, 1965. — 348 с.
- А. И. Перельман. Геохимия. — М.: Высшая школа, 1988. — 527 с.
- А. И. Перельман, Н. С. Касимов. Геохимия ландшафта. — М.: Астрея-2000, 1999. — 762 с.
- В. А. Алексеенко. Экологическая геохимия. — М.: Логос, 2000. — 627 с.
- Ю. Е. Сает и др. Геохимия окружающей среды. — М.: Недра, 1990. — 335 с.
- Экогеохимия ландшафтов / Н. С. Касимов. — М.: ИП Филимонов М. В., 2013—208 с.
- В. А. Алексеенко. Геоэкология. Экологическая геохимия. — Ростов- н/Д.: Феникс, 2016. — 688 с.
- А. А. Ярошевский. Проблемы современной геохимии Конспект лекций, прочитанных в ГЕОХИ РАН в зимнем семестре 2003—2004 г.
- В. Ф. Барабанов. Геохимия. — Л.: Недра, 1985. — 423 с.
- А. И. Тугаринов «Общая геохимия». — Атомиздат, 1978.
- «Интерпретация геохимических данных». Под редакцией Е. В. Склярова. — Интермет Инжиниринг, 2001.
- Ферсман А. Е. Занимательная геохимия. — Ленинград, 1954.
- Фор Г. «Основы изотопной геологии», 1989.